# 24-й Вирджинский пехотный полк
24-й Вирджинский пехотный полк (англ. The 24nd Virginia Volunteer Infantry Regiment) — был пехотным полком, набранным в штате Вирджиния во время Гражданской войны в США. Он сражался почти исключительно в составе Северовирджинской армии и участвовал в атаке Пикетта под Геттисбергом.

## Формирование
24-й Вирджинский был сформирован в июне 1861 года. Его роты были набраны в округах Флойд, Франклин, Кэррол, Джилс, Патрик, Пуласки, Мерсер и Генри. Это был один из трёх полков, набранных Джубалом Эрли, который 2 мая 1862 года стал его первым полковником. Полк на начало формирования имел следующий вид:
- Рота A «Floyd Riflemen», капитан Стайглмен (округ Флойд)
- Рота B «Franklin Rifles», капитан Хэмбрик (округ Франклин)
- Рота C «Carroll Boys», капитан Дженнингс (округ Кэррол)
- Рота D (1) «Giles Volunteers», капитан Френч (11 июня 1861 переведена в 7-й вирджинский полк)
- Рота D (2) «Early Guards», капитан Тэйлор (округ Франклин) (введена в полк 11 июня 1861)
- Рота E «Bentley’s Company», капитан Бентли (округ Пуласки)
- Рота F «New River White Rifles», капитан Эгглстон (округ Джайлс)
- Рота G «Richardson’s Company», капитан Ричардсон (округ Мерсер)
- Рота H «Henry Guards», капитан Рими (округ Генри)
- Рота I «Lybrook’s Company», капитан Либрук (округ Патрик)
- Рота K «New River Greys», капитан Рэдфорд (округ Монтгомери)

## Боевой путь
7 июня полк, под командованием подполковника Хэирстона был отправлен к Манассасу в лагерь Кэмп-Пикенс, где 8 июня был официально принят в армию Конфедерации. 19 июня в лагерь прибыл полковник Джубал Эрли и принял командование. На следующий день была сформирована Шестая бригада Потомакской армии, 24-й был включён в неё, а полковник Эрли стал командиром бригады. Утром 18 июня шесть рот полка были направлены к переправе Маклин-Форд на реке Булл-Ран. Когда началось сражение у Блэкбернс-Форд, эти роты также были направлены к Блэкбернс-Форд, но в сражении участия не приняли.
21 июля началось первое сражение при Булл-Ран. Когда федеральная армия атаковала левый фланг Потомакской армии Борегара, командование приказало Эрли следовать со всей своей бригадой к левому флангу. Но Эрли оставил 24-й Вирджинский на позиции у Блэкбернс-Форд, взяв вместо него 13-й Миссисипский полк Барксдейла, поэтому в тот день полк не был активно задействован в сражении. После сражения Эрли был повышен до командира бригады, а его место полковника занял Уильям Терри, ранее командовавший кавалерийской ротой в бригаде Эванса.
В апреле 1862 года полк насчитывал 740 человек. Он участвовал в сражении при Уильямсберге, где был ранен генерал Эрли и бригада была передана Джеймсу Кемперу. Полк участвовал в Семидневной битве, начиная со сражения при Глендейле, где бригада Кемпера была главной ударной силой первой атаки. В этом бою полк потерял 4 человека убитыми, 61 ранеными и 14 пленными.
Во время Северовирджинской кампании полк участвовал во фланговой атаке Лонгстрита во втором сражении при Бул-Ране, где был ранен Кемпер и его заместитель Монтгомери Корсе, и командование бригадой принял полковник Терри, передав полк подполковнику Хеирстону, который тоже был ранен и полк оказался без командующего. В том бою полк наступал позади 7-го вирджинского, и несколько зданий на холме Чинн-Ридж блокировали его наступление, из-за чего полк попал в трудное положение.
В составе бригады Кемпера полк участвовал в сражении при Энтитеме и в сражении при Фреддериксберге. Весной 1863 года он был задействован в экспедиции к Саффолку и пропустил сражение при Чанселорсвилле. Во время Геттисбергской кампании полк состоял в бригаде Кемпера, в дивизии Пикетта и подошёл к Геттисбергу днём 2 июля. 3 июля он участвовал в «атаке Пикетта», наступая на крайнем правом фланге бригады, из-за чего понёс серьёзные потери от огня во фланг. В том бою он потерял 40 % своего состава — примерно 220 человек. Был ранен полковник Терри, его заместители майор Джозеф Хэмбрик и капитан Уильям Бентли.